# André Hulshorst
André Hulshorst (Dinxperlo, 1 augustus 1946) is een Nederlands voormalig voetballer van De Graafschap, Heracles en FC Utrecht.
Hulshorst begon met voetballen bij Dinxperlo waar hij werd ontdekt door Evert Teunissen die een oog had voor jeugdig talent. Hij maakt zijn debuut voor De Graafschap in het seizoen 1964/1965 in de toenmalige tweede divisie. Een jaar later promoveert de linksbuiten met de Doetinchemmers naar de eerste divisie. Maar in het seizoen 1966/1967 volgt opnieuw degradatie naar de tweede divisie. Hij speelt uiteindelijk drie seizoenen op de De Vijverberg, waarvan de laatste twee samen met zijn broer Gert die rechtsback was.
Na de degradatie van De Graafschap stapt Hulshorst over naar Heracles, waar hij vijf seizoenen zal blijven. In het seizoen 1969/1970 wordt hij clubtopscorer voor de club uit Almelo.
In 1972 maakt Hulshorst op 26-jarige leeftijd alsnog zijn debuut in de eredivisie bij FC Utrecht. Hij speelt uiteindelijk ruim 160 eredivisiewedstrijden voor de Domstedelingen waarin hij 23 keer trefzeker is. In 1978 zet hij een punt achter zijn carrière in het betaalde voetbal.

## Carrièrestatistieken
| Seizoen         | Club            | Land            | Competitie       | Competitie | Competitie | Beker | Beker | Internationaal | Internationaal | Overig | Overig | Totaal | Totaal |
| Seizoen         | Club            | Land            | Competitie       | Wed.       | Dlp.       | Wed.  | Dlp.  | Wed.           | Dlp.           | Wed.   | Dlp.   | Wed.   | Dlp.   |
| --------------- | --------------- | --------------- | ---------------- | ---------- | ---------- | ----- | ----- | -------------- | -------------- | ------ | ------ | ------ | ------ |
| 1964/65         | De Graafschap   | Nederland       | Tweede divisie A | –          | 2          | –     | 0     | 0              | 0              | 0      | 0      | –      | 2      |
| 1965/66         | De Graafschap   | Nederland       | Tweede divisie A | –          | 1          | –     | 0     | 0              | 0              | 0      | 0      | –      | 1      |
| 1966/67         | De Graafschap   | Nederland       | Eerste divisie   | –          | –          | –     | –     | 0              | 0              | 0      | 0      | –      | –      |
| 1967/68         | Heracles        | Nederland       | Eerste divisie   | –          | –          | –     | -     | 0              | 0              | 0      | 0      | –      | –      |
| 1968/69         | Heracles        | Nederland       | Eerste divisie   | –          | –          | –     | 4     | 0              | 0              | 0      | 0      | –      | –      |
| 1969/70         | Heracles        | Nederland       | Eerste divisie   | –          | –          | –     | 0     | 0              | 0              | 0      | 0      | –      | –      |
| 1970/71         | Heracles        | Nederland       | Eerste divisie   | –          | –          | –     | 0     | 0              | 0              | 0      | 0      | –      | –      |
| 1971/72         | Heracles        | Nederland       | Eerste divisie   | –          | –          | –     | 0     | 0              | 0              | 0      | 0      | –      | –      |
| 1972/73         | FC Utrecht      | Nederland       | Eredivisie       | –          | –          | –     | 0     | 0              | 0              | 0      | 0      | –      | –      |
| 1973/74         | FC Utrecht      | Nederland       | Eredivisie       | –          | –          | –     | 0     | 0              | 0              | 0      | 0      | –      | –      |
| 1974/75         | FC Utrecht      | Nederland       | Eredivisie       | –          | –          | –     | 0     | 0              | 0              | 0      | 0      | –      | –      |
| 1975/76         | FC Utrecht      | Nederland       | Eredivisie       | –          | –          | –     | 0     | 0              | 0              | 0      | 0      | –      | –      |
| 1976/77         | FC Utrecht      | Nederland       | Eredivisie       | –          | –          | –     | 0     | 0              | 0              | 0      | 0      | –      | –      |
| 1977/78         | FC Utrecht      | Nederland       | Eredivisie       | –          | –          | –     | 0     | 0              | 0              | 0      | 0      | –      | –      |
| Carrière totaal | Carrière totaal | Carrière totaal | Carrière totaal  | –          | –          | –     | 4     | 0              | 0              | 0      | 0      | –      | –      |